# Никола Лорнь
Никола́ Лорнь (фр. Nicolas Lorgne) или Никола́ де Лорг (фр. Nicolas de Lorgue; год и место рождения неизвестны — около 1284, Палестина) — 20/21-й Великий магистр ордена госпитальеров (1277—1284), военачальник.

## Орфография и передача имени
Наблюдаются значительные расхождения в орфографии. Имя свидетельствует о французском происхождении.
- итал. Nicolao Lorgue[2]
- фр. Nicoles Lorgne, фр. Nicolas de Lorgne[3]
- фр. Nicolas Lorgne[1]
- фр. Frere de Lorgue[4]
- фр. Nicolas Lorgue[5]
- фр. Nicolas Lorgue[6]
- фр. Nicolas de Lorgue[7]
- фр. Nicolas de Lorgue[8]

## Биографические данные
Как и все предшественники на посту магистра ордена госпитальеров сделал свою карьеру на Ближнем Востоке, приняв участие в важнейших событиях на Святой земле. Предположительно около 1250 года был назначен кастеляном крепости Маргат. Имеются два документа (первый от 1266 или 1269 года, второй от 1271 года), свидетельствующие о занятии должности маршала ордена. Затем был кратковременно назначен великим командором (фр. grand-précepteur), после чего снова исполнял обязанности маршала. С 1275 по 1277 год был командором Триполи. Паули полагал, что Гуго де Ревель умер в 1278 году, из чего следовало, что Лорнь именно в том году приступил к исполнению обязанностей главы ордена иоаннитов. Однако Делавиль ле Руль ссылался на документ от 3 августа 1277 года, подписанный Никола Лорнем уже не в качестве командора Триполи, а непосредственно перед самим  избранием великим магистром. 

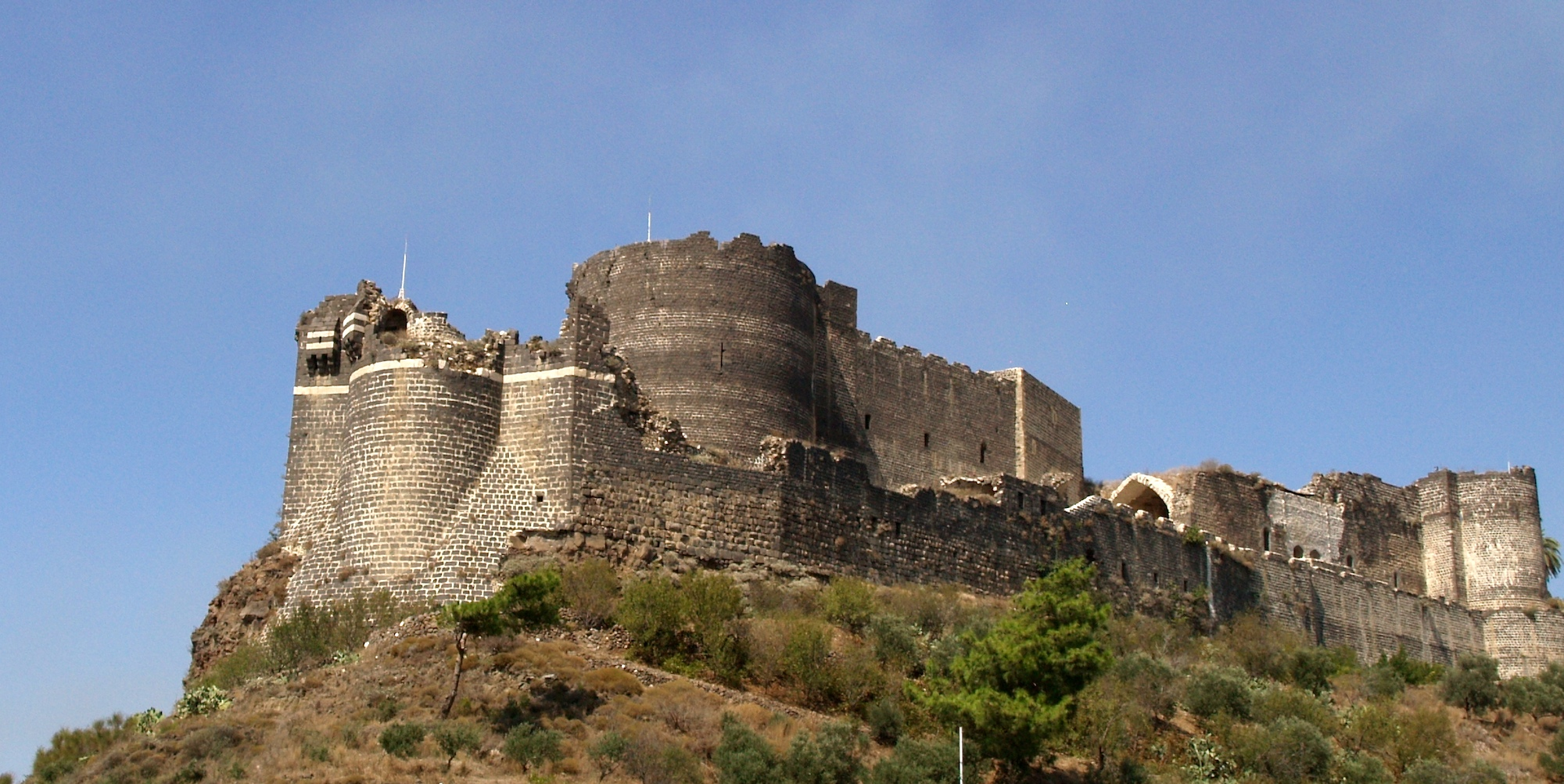
Последняя мощная цитадель госпитальеров на Святой земле — крепость Маргат

Принял руководство орденом во время перемирия с мусульманами, хотя в атмосфере витала опасность предстоящих столкновений. В течение срока полномочий великого магистра при своём мягком и доверительном характере всеми способами пытался приглушить разногласия между госпитальерами и тамплиерами, благодаря своему благоразумию успешно примирял враждующие стороны, а также улаживал спорные вопросы между храмовниками и графом Триполи Боэмундом VII (договор 1278 года). Нашествие монголов осенью 1280 года внесло сумятицу и панику в ряды сарацинов и сыграло на руку госпитальерам, несколько укрепившим свои позиции. Калаун аль-Мансур заключил мир с правителем Дамаска и договорился о нейтралитете христиан, чтобы собрать силы для отпора монголам в битве при Хомсе (1281). Мирный договор Калауна аль-Мансура с госпитальерами и графом Триполи 1281 года был заключён на 10 лет 10 месяцев 10 недель и 10 дней. 
Однако Калаун аль-Мансур не расставался с тайными планами захвата замка Маргат. 17 апреля 1285 года его войска начали осаду последней значительной крепости иоаннитов. Рыцари не выдержали натиска и сдали цитадель. В создавшейся обстановке Никола Лорнь безуспешно просил о предоставлении помощи папу Николая IV и короля Англии Эдуарда I. 
Председательствовал на двух Генеральных капитулах ордена в 1278 и 1283 годах, внёс в устав полезные изменения. Последнее упоминание Никола Лорня в документах относится к 27 сентября 1283 года, а его преемник впервые фигурирует в качестве великого магистра в источниках от сентября 1285 года. Краткую эпитафию второму великому магистру госпитальеров привёл Заллес.